# 中国铁路集装箱中心站
中华人民共和国铁道部在《中长期铁路网规划》中提出在上海、昆明、哈尔滨、广州、兰州、乌鲁木齐、天津、青岛、北京、沈阳、成都、重庆、西安、郑州、武汉、大连、宁波、深圳等18个城市兴建铁路集装箱中心站。